# Maze Hill
Maze Hill é uma área em Greenwich e Blackheath, no sudeste de Londres, situada a leste do Greenwich Park e a oeste da área do Westcombe Park, em Blackheath. Faz parte do Borough Real de Greenwich e leva o nome da via principal, Maze Hill. Ela também dá nome à estação ferroviária de Maze Hill.
Acredita-se que a estrada tenha recebido o nome de Sir Algernon May, que viveu nas proximidades até 1693, ou em homenagem a Robert May, que viveu lá em 1683. 'Moys Hill' está marcado no mapa de Rocque de 1745, 'Maize Hill' no mapa de Greenwood de 1827, e 'Maze Hill' no mapa de Bacon de 1888.
Enquanto trabalhava como agrimensor no Royal Hospital, o arquiteto Sir John Vanbrugh morou (1719–1726) em uma casa de seu próprio projeto, atualmente conhecida como Castelo de Vanbrugh, com vista para o parque no que hoje é Maze Hill. Imediatamente ao norte do Castelo de Vanbrugh ficava o Mayfield Lodge, usado para imprimir o The Kentish Mercury e, a partir de 1861, uma casa da Rescue Society for Females (marcada como 'reformatório feminino' nos mapas), que foi demolida em 1906.
O extremo sul de Maze Hill é adjacente a uma área marcada no mapa de Rocque de 1745 como 'Vanbrugh Fields', com seu nome sobrevivendo em nomes de ruas locais, incluindo 'Vanbrugh Park' e 'Vanbrugh Hill'.
O Royal Ordnance Factories F.C. jogou algumas partidas em Maze Hill.
Um dos dois locais da escola secundária abrangente, a John Roan School, está situado no extremo sul de Maze Hill (o outro fica na Westcombe Park Road). O Hospital Distrital de Greenwich (e seu antecessor, o St Alfege's Hospital) ficava no extremo norte de Maze Hill até seu fechamento em 2001 e sua demolição em 2006; o local agora é ocupado por um empreendimento residencial em torno de um centro de lazer, biblioteca e complexo de serviços do Borough Real de Greenwich.
A parte sul de Maze Hill (mais Westcombe Park) fica dentro do distrito de Blackheath Westcombe do Borough Real de Greenwich; a área norte de Maze Hill fica no distrito de Peninsula.